# ロッホユー蒸留所
ロッホユー蒸溜所（ロッホユーじょうりゅうじょ、Loch Ewe Distillery）は、スコットランドのハイランドにかつて存在したウイスキーの蒸留所。本来は違法であった極小のポットスチルを使い、発酵槽はゴミ用のバケツ、熟成期間はおよそ6週間と、他に類を見ない特徴的なウイスキーづくりで知られる。

## 歴史
蒸留所の創業は2006年、クロットワーシー夫妻によってドラムチョーク・ロッジ・ホテルのガレージに設立された。夫のジョン・クロットワーシーは20年間消防士として勤めたのち、1997年に長い間使われていなかったドラムチョーク・ロッジ・ホテルを買い取り、ホテルとして営業していた。ホテルはテインから車でおよそ5時間、ウェスターロスのオルトベアの村に位置し、ユー湾を見下ろす高台に建てられている。ユー湾は天然の良港でイギリス海軍の軍事拠点にもなっていることから、軍関係の客が多かったという。ジョンはもともとウイスキー好きで、ホテルをオープンさせてからはバーで提供するために精力的にウイスキーを買い集め、900本ものウイスキーを取り揃えるようになった。そのためウイスキーマガジンのベストバーも受賞している。そして2002年頃にはウイスキーを作りたいと考えるようになっていた。
ハイランド北西は1928年頃には密造ウイスキーが主要な輸出品であり、20世紀後半になっても盛んに密造が行われていた地域である。それゆえロッホユーの立地はウェスターロスの伝統的なウイスキーづくりを再現するには理想的な場所であった。ジョンはブラドノック蒸留所の3日間のウイスキー教室に参加したほか、かつて密造に携わっていた地元住民から知見を集めるなどしてウイスキーづくりを学んだ。
ロッホユー設立プロジェクトは5万ポンドの予算でスタートした。そのため蒸留所の建物を新築することはできず、既存のガレージを修理して114リットルという極めて小型のポットスチルを設置し、蒸留所の設立を申請した。しかし小型のポットスチルは持ち運びが容易であり密造を助長しかねないことから、イギリス国内においては長らく400ガロン（1818.44リットル）以下のポットスチルは歳入関税庁からの認可が下りないとされてきた。ただしこれは明文化された規則ではなく、長年にわたって確立されてきた慣習的な規則であった。しかし、当時のスコッチ・ウイスキー業界は大企業による大量生産品のブレンデッドウイスキーが中心であったから、当該規則は特に問題視されることもなかった。それゆえロッホユーのライセンス申請は却下されてしまった。ところが1786年Wash Actにおける重要な条件が未だ廃止されていないという法の抜け穴があることが判明し、3年におよぶやりとりの末、ロッホユーのライセンス取得が認められた。そして2006年6月20日に蒸留を開始した。
2015年9月14日にクロットワーシー夫妻が引退するため、ロッホユーは売りに出された。そして2017年に閉鎖された。2017年7月時点では売りに出されたままである。

## 製造

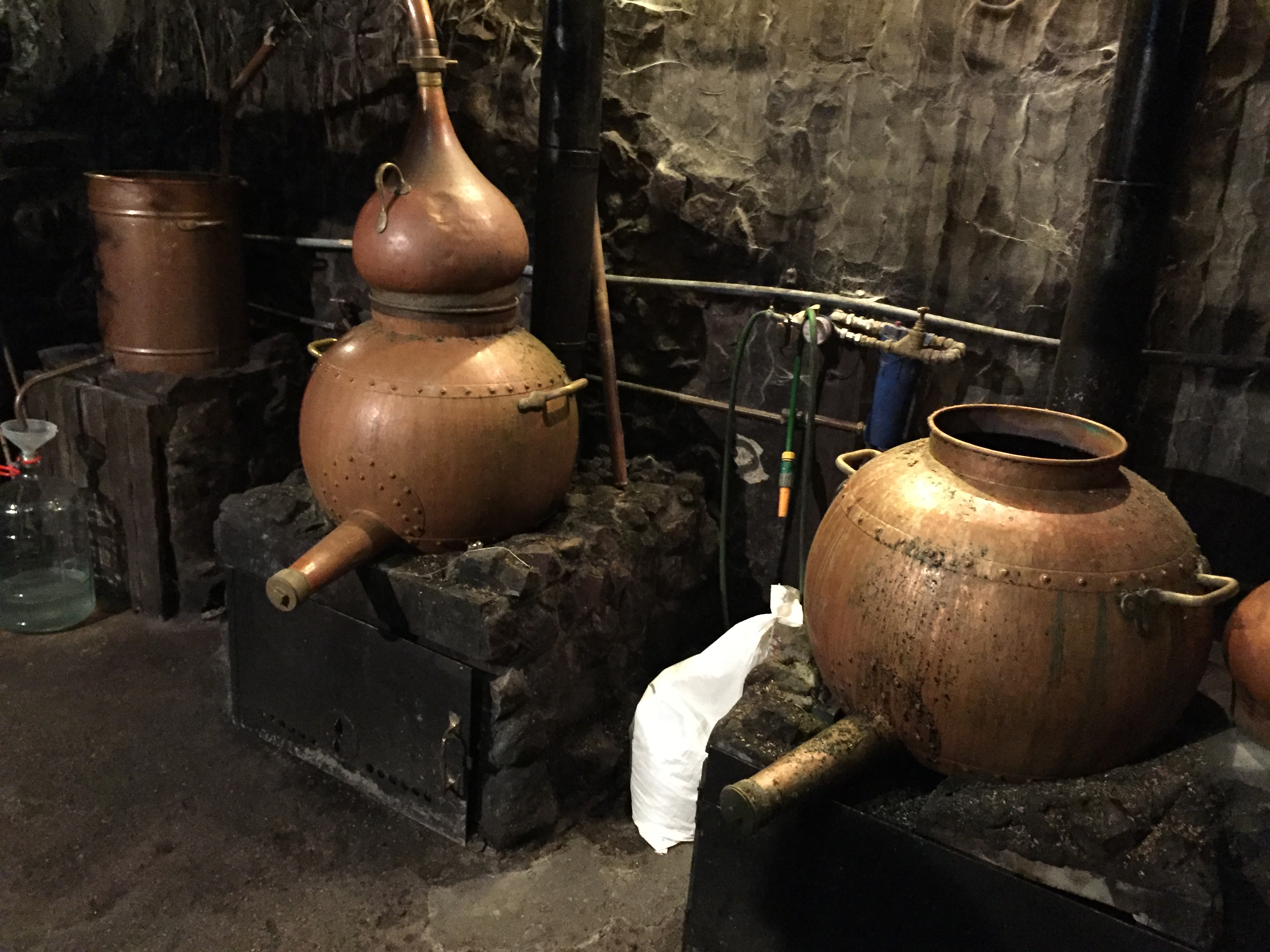
ポットスチル

ロッホユーのウイスキーづくりは20世紀のウェスターロスで行われていた密造酒づくりに範をとっている。
麦芽はシンプソンズ社のオプティック種、ノンピートのものを使用している。蒸留所に麦芽粉砕機はないため、既にグリスト状に粉砕してあるものを購入している。この方式での販売に対応してくれたのはシンプソンズ社だけであったという。一度の仕込みに25kgの麦芽を使う。
仕込み水には村の上水道を使用している。もともとは近隣の湖から引く予定だったが、食品用に適切に処理されていない水は法律上使用できなかったため、塩素をろ過するシステムを導入して水道水を使うことになった。
マッシュタン（糖化槽）はない。ポットスチルのヘッドが外せるようになっているため、そこにお湯と麦芽を投入して糖化を行っている。スパージングは行わない。これによっておよそ110リットルの麦汁が得られる。出来上がった麦汁は手桶で汲んで発酵槽に移している。
ウォッシュバック（発酵槽）にはゴミ用のポリバケツを使用している。イギリスの一般家庭で使用されているもので、底に車輪がついているため110リットルの麦汁を入れても容易に移動させることができるという。発酵にはもともと酒用のイーストを使用していたものの、途中からパン用のドライイーストに切り替えられた。そのためかニューポットからは焼き立てのパンのようなふっくらとした香りが感じられるという。発酵にかかる時間は48時間。
ポットスチルは銅製で、初留器・再留器兼用のものが2基ある。どちらもドイツ製。蒸留にかかる時間は8時間である。一度の仕込みで得られるニューポットはわずか5リットル（アルコール度数50 – 55%）であり、アルコール収率は極めて低くなっている。加熱方式はガスによる直火式。冷却にはワームタブを使用している。ニューポットの年間生産能力は600リットルである。
長期間の熟成は基本的に行われない。樽詰めしたのち、必要に応じてホテルで提供されている。そのためスコッチウイスキーの定義には当てはまらず、「スピリッツ・オブ・ロッホユー」という商品名を名乗っている。瓶のラベルなどにもウイスキーの表記は一切ない。樽のサイズは2～4ガロン、5リットルの小型のものが使用されており、5リットルサイズの場合、およそ6週間の熟成で飲み頃になるという。この特徴的な熟成についてジョンは「ウイスキーというのはイギリスの酒で、我々スコットランド人は昔からウシュクベーを作ってきた。ウシュクベーは樽に入れるなんてことをせずに、そのまま飲んでいた」と述べており、土屋守は密造酒を現代に蘇らせたものであると評している。

## 評価
評論家の土屋守は熟成1ヶ月のロッホユー（アルコール度数47.4%）を下記のようにテイスティングしている。
ライターのくりりんは5リットルの樽で3年間熟成させたウイスキーの風味について「過剰にドライでシブいのです。（中略）水分を持っていかれる感覚と、渋柿やアク抜きが十分でなかった筍を食べた時のような口の中をシワシワにするあの感覚」と述べており、小型の樽で熟成させたロッホユーについても「以前、ミニ樽で5年間熟成させたという幻の蒸留所「ロッホユー」の原酒を飲ませてもらいましたが、やはり同様の仕上がりとなっていました」と評している。